# Nilde Iotti
Leonilde Iotti (n. 10 aprilie 1920, Reggio Emilia, Italia – d. 4 decembrie 1999, Roma, Italia) a fost o politiciană italiană.